# Луїджі Аньйолін
Луїджі Аньйолін (італ. Luigi Agnolin; 21 березня 1943, Бассано-дель-Граппа — 29 вересня 2018, Рим) — італійський футбольний арбітр. Арбітр ФІФА у 1978—1990 роках. На зламі сімдесятих і вісімдесятих років Луїджі вважався одним з найкращих арбітрів у світі.

## Кар'єра
Син колишнього міжнародного арбітра Гвідо Аньйоліна.
Дебютував як арбітр на юнацькому рівні в 1961 році, а в Серії Б дебютував матчем «Комо» — «Монца» в 1968 році.
Протягом своєї кар'єри він відсудив 226 матчів в Серії А, дебютувавши 18 березня 1973 року у матчі «Фіорентина» — «Кальярі» (3:0). Він був призначений керувати фіналом Кубка Віареджо у 1979 році між «Фіорентиною» та «Перуджею».
У 1978 році отримав статус арбітра ФІФА і був включений до списку арбітрів на чемпіонаті чемпіонаті світу 1986 року, де обслужив матч групового етапу СРСР — Угорщина (6:0), 1/8 фіналу Аргентина — Уругвай (1:0) та півфінал у Гвадалахарі між Західною Німеччиною та Францією (2:0). На домашньому для арбітра чемпіонаті світу 1990 року працював разом з Тулліо Ланезе, але через суперечки з секретарем ФІФА Йозефом Блаттером, провів лише один матч групового етапу Югославія — Колумбія.
У своїй кар'єрі він також відсудив фінал Кубка володарів кубка 1986/87 13 травня 1987 року в Афінах між «Аяксом» та «Локомотивом» (Лейпциг) (1:0 внаслідок гола Марко ван Бастена), а потім і фінал Кубка європейських чемпіонів 1987/88 між ПСВ та «Бенфікою» (0:0, перемога голландців 6:5 в серії пенальті). Він також відпрацював на матчі Суперкубка Європи 1986 року між «Динамо» (Київ) та «Стяуа» (Бухарест) та півфіналі Кубка УЄФА 1981/82 між «Радничнками» та «Гамбургом» (2:1).
На внутрішній арені він судив фінали Кубка Італії у сезонах 1984/85 та 1987/88 років, тоді як у 1980 році був удостоєний престижної премії Джованні Мауро. Серед незліченної кількості «дербі» італійського чемпіонату, яким він керував, є: чотири дербі Італії, п'ять міланських дербі, п'ять римських дербі, сім туринських дербі, чотири ліхтарних дербі та ряд інших принципових матчів чемпіонату Італії.
Він також відомий тим, що 26 жовтня 1980 року під час туринського дербі (1:2 на користь «Торіно») він нецензурно висловився вбік гравця «Ювентуса» Роберто Беттеги, що апелював до арбітра Після суперечки, народженої в спортивних газетах, Аньйолін отримав прізвисько «арбітр анти-Юве» і був відсторонений на чотири місяці. У 1983 році він вирішив відростити бороду, через що мав конфлікт з C.A.N.. Він закінчив свою кар'єру в кінці сезону 1989/90. Останнім поєдинком для арбітра став матч «Удінезе» — «Інтернаціонале», який пройшов 29 квітня 1990 року і завершився перемогою фріульців 4:3.

### Функціонер
У період з 1990 по 1992 рік він обіймав посаду арбітражного представника в Серії С, перед тим як покинути AIA через конфлікти з тодішнім президентом Антоніо Матаррезе.
У 2006 році він був призначений надзвичайним комісаром AIA під час італійського футбольного скандалу 2006 року, замінивши Тулліо Ланезе, який був причетний до розслідування. Однак його мандат, який закінчився в жовтні того ж року, не був поновлений.
Після відставки з AIA він обіймав роль генерального директора «Роми», потім був управляючим директором «Венеції» та «Верони». До своєї відставки 28 серпня 2007 року він також був президентом молодіжного та шкільного сектору FIGC.
У 2011 році він взяв на себе роль генерального директора «Перуджі», де працював до червня 2013 року. 6 серпня 2014 року він був призначений генеральним директором «Сієни», клубу, який переродився в Серії D після банкрутства у червні.

## Політична кар'єра
У 1996 році він балотувався, підтриманий правоцентристами на вибори у рідному Бассано-дель-Граппа. Він набрав 26,1 % голосів і не був обраним.

## Досягнення
Він був включений до Зали слави італійського футболу у 2012 році.

## Статистика

### Матчі збірних
| Дата       | Місце       | Команди              | Рахунок | Турнір              | ЖК | YK · YK · RK | RK |
| ---------- | ----------- | -------------------- | ------- | ------------------- | -- | ------------ | -- |
| 25-03-1981 | Роттердам   | Нідерланди — Франція | 1 — 0   | Відбір на ЧС-1982   | 3  | 0            | 0  |
| 22-05-1983 | Хожув       | Польща — СРСР        | 1 — 1   | Відбір на Євро-1984 | 0  | 0            | 0  |
| 01-06-1984 | Марсель     | Франція — Шотландія  | 2 — 0   | Товариський матч    | 0  | 0            | 0  |
| 01-05-1985 | Роттердам   | Нідерланди — Австрія | 1 — 1   | Відбір на ЧС-1986   | 0  | 0            | 0  |
| 02-06-1986 | Ірапуато    | СРСР — Угорщина      | 6 — 0   | ЧС-1986             | 0  | 0            | 0  |
| 16-06-1986 | Пуебла      | Аргентина — Уругвай  | 1 — 0   | ЧС-1986             | 7  | 0            | 0  |
| 25-06-1986 | Гвадалахара | Франція — ФРН        | 0 — 2   | ЧС-1986             | 2  | 0            | 0  |
| 26-05-1987 | Глазго      | Шотландія — Бразилія | 0 — 2   | Кубок Роуза 1987    | 0  | 0            | 0  |
| 14-09-1988 | Осло        | Норвегія — Шотландія | 1 — 2   | Відбір на ЧС-1990   | 0  | 0            | 0  |
| 03-06-1989 | Лондон      | Англія — Польща      | 3 — 0   | Відбір на ЧС-1990   | 1  | 0            | 0  |
| 14-06-1990 | Болонья     | Югославія — Колумбія | 1 — 0   | ЧС-1990             | 1  | 0            | 0  |

## Примітка
1. ↑  Calcio: è morto ex arbitro Luigi Agnolin
2. ↑  IFFHS' World's Best Referee of the Year. Архів оригіналу за 5 березня 2016. Процитовано 5 серпня 2020.
3. ↑  Hamburger SV — Bundesliga 1981/1982 — Fussballdaten — Die Fußballdatenbank. Архів оригіналу за 8 грудня 2016. Процитовано 5 серпня 2020.
4. ↑  I fuoriclasse del vaffa, nel club c'è anche Agnolin. La Repubblica. 15 aprile 2008. Архів оригіналу за 22 січня 2022. Процитовано 5 серпня 2020.
5. ↑  Agnolin all'Aia: operazione fischietti puliti. La Gazzetta dello Sport. 15 giugno 2006. Архів оригіналу за 29 вересня 2018. Процитовано 5 серпня 2020.
6. ↑  Agnolin, un arbitro con la barba. El Mundo deportivo. 14 settembre 1983.
7. ↑  Agnolin contro Matarrese "Fa solo i suoi interessi". La Repubblica. 12 agosto 1992. Архів оригіналу за 30 вересня 2018. Процитовано 5 серпня 2020.
8. ↑  [недоступне посилання — [http://www.tuttolegapro.com/?action=read&idnotizia=34056 UFFICIALE: Agnolin nuovo direttore generale del Perugia - Tutto Lega Pro історія]]
9. ↑  Luigi Agnolin lascia il Perugia: «Percorso finito, ma per il Grifo ci sarò sempre». lanazione.it. 28 giugno 2013. Архів оригіналу за 30 вересня 2018. Процитовано 5 серпня 2020.
10. ↑  Siena: Massimo Morgia tecnico dei toscani. Luigi Agnolin nuovo direttore generale. mondopallone.it. 6 agosto 2014. Архів оригіналу за 8 agosto 2014. Процитовано 6 agosto 2014. {{cite news}}: Недійсний |deadurl=sì (довідка)
11. ↑  Hall of fame, 10 new entry: con Vialli e Mancini anche Facchetti e Ronaldo [Hall of fame, 10 new entries: with Vialli and Mancini also Facchetti and Ronaldo] (Italian) . La Gazzetta dello Sport. 27 жовтня 2015. Архів оригіналу за 28 жовтня 2015. Процитовано 27 жовтня 2015.